# 袁木
袁木（1927年12月23日—2018年12月13日），江苏省兴化市昭阳镇人。记者出身，曾任中华人民共和国国务院新闻發言人、国务院研究室主任、第八届全国政协常委。
1989年六四天安门事件期间以国务院新闻发言人的身份多次同学生对话，并代表国务院发布消息。

## 生平

### 早年生活
1945年毕业于南京市中华中学。1945年秋至1946年夏，就读于陝西省咸阳市武功县的国立西北农林专科学校。1946年到1948年在复旦大学读书期间，曾参加中共地下党领导的学生运动，任复旦大学系科联合会主席。
毕业后袁木先后任报社编辑、记者。1948年下半年，由上海到解放區参加工作，1950年1月加入中国共产党。在这期间及其以后的两三年，曾先后在《冀热察导报》、《张家口日报》、《察哈尔日报》新华社察哈尔分社、新华社山西分社等单位，从事校对、编辑、记者等工作。1953年被调入北京新华社总社，先后在对外部、团内部任编辑、记者。1964年4月20日，與笵榮康撰寫《大慶精神大慶人》報道，首次披露大慶油田。截至被组织调离新华社，先后共从事新闻工作20余年。
1960年代“三年大饥荒时期”，曾被派到河南省农村带职劳动锻炼多年。文革前夕，曾在北京郊区参加农村“四清运动”工作队一年。“文革”中后期起，先后调任中共中央组织部宣传组联络员、调研宣负责人、国务院办公厅国务院秘书长助理、中共中央财经领导小组副秘书长等职务。

### 改革开放
1988年9月，国务院研究室重新恢复建制，袁木任研究室主任。同时兼国务院发言人。
六四天安门事件之前，袁木作为国务院发言人多次代表政府和学生对话。六四鎮壓之後，1989年6月6日下午，国务院发言人袁木在新闻发布会上回答问题。袁木在6月6日發佈六四事件一些不完全的暫時統計數字：「死亡情況，軍隊和地方加在一起的初步統計數字是近三百人，其中包括部隊的戰士，包括罪有應得的歹徒，也包括誤傷的群眾，當中包括23名是北京各個大學的學生。」6月17日，袁木在接受美國全國廣播公司記者湯姆·布羅考採訪時表示戒嚴部隊在天安門廣場執行清場任務的過程中「沒有死一個人，沒有軋傷一個人。」他的妻子在多年之后说这些数字是李鹏当年向袁木转达中央政治局常委的决定，责任不在她的丈夫。
1993年，袁木任第八届全国政协常委。2000年，经组织批准离休。他还曾任中国政策科学研究会会长、中华人民共和国国史学会会长。
袁木在中共十一届三中全会后，对中国共产党的路线、方针政策及政治、经济、文化领域的理论和实践问题进行大量调查研究，发表多篇论文和多部专著，共约300多万字。1999年出版《袁木文集》（8卷）。

### 晚年时期
从1990年代後期起，海外報紙以至互聯網上不只一次傳出袁木離世的谣言。1998年10月31日香港《东方日报》在头版用全版的篇幅刊出，称袁木于10月27日在北京自杀身亡。但是谎言很快就被戳穿，第二天《大公报》作了澄清，指出袁木依然健在，接着又发表了一篇袁木的专访。事发后的第五天，《东方日报》发表了歉意启事，说自己是被消息来源误导所致。
2004年11月28日，袁木公開近照，新华网报道其作为中国政策科学研究会会长，在北京釣魚台國賓館主持《今日中国论坛》大会；但袁木本人一直較低調，在2007年1月份中国官方发行的一套宣传「八荣八耻」的电影故事集的光盘上，总顾问和顾问栏都是由中央宣传部领导和解放军领导担任，其中顾问栏前排就有袁木的名字，其名字此後仍不時出現在報紙上。
2012年，当年的六四天安门事件当事人之一陈希同发表《陈希同口述：众口铄金难铄真》之后，袁木接受记者电话采访，表示“当年的事说不清楚”。
2012年，袁木出席第八届中国金融（专家）年会。

### 逝世
2018年12月13日18時，袁木因病于北京去世。其治丧工作小组发布讣告，称他是“中国共产党的优秀党员，久经考验的忠诚的共产主义战士”。官方媒体中低调处理了袁木去世的消息，有报道称官方亦或要求低调举丧。

## 家庭
- 妻子：王鹤（曾任《光明日报》编辑）[17][8]
- 長子：楊曉南
- 次子：楊曉北

## 逸闻

### 《整蛊专家》
周星驰电影《整蛊专家》的谎言豆沙包情节，有与袁木相关的台词“我係古晶，六歲出嚟擦鞋幫補家計，八歲賣血幫阿媽醫病，十歲考會考攞九優一良，十五歲攞十大傑出青年。我覺得自己好靚仔，葉子媚亦都好賢良淑德，陳百祥係世界上最叻嘅人，袁木好誠實，李鵬係我哋最偉大嘅領袖！”（袁木在六四天安门事件时宣称天安门没死一个人）

### 女儿留学美国
据《李洁明回忆录》记载：
贺士凯是领务组最擅长研判申请人状况的官员。一九八九年十月某位青年女子坐到贺士凯面前，他迅速消化她申请表上的讯息。当时，……中国政府若干部门对美国的抨击，特别尖锐。其中攻讦最猛烈者，当推国务院发言人袁木。袁木大肆抨击美国干预中国内政……。贺士凯朝这位年轻女子的申请书上一看，她姓袁。再一瞧父亲栏内填的名字，贺士凯悄悄把桌子底下的麦克风音量转大。他要领务组的华籍雇员以及其它排队等待的中国人，都能听到他们的对话。贺士凯以房里人人都能听到的声音，不敢置信地问：“你真的是袁木的女儿？”这名青年女子倾身向前，低声答说：“是的，我就是袁木的女儿。”贺士凯以让领务组全室轰隆作响的声音说：“我不敢相信这么讨厌美国、天天诋毁辱骂我国的袁木，会要他女儿到美国留学。”此时，领务组的工作几乎全停下来，人人竖起耳朵要听听下文。袁木女儿用普通话怯生生地说：“他是他，我是我。”……由于袁女学业成绩不错，也得到一所美国大学的全额奖学金，贺士凯最后也准许给她入美签证；只是，他在批准前刻意弄得她坐立不安。贺士凯深信，当天下午，袁木女儿也要到美国留学的消息，一定会传遍北京大街小巷。
然而，据袁木次子楊曉北澄清，袁木没有女儿，只有二子。2018年在八宝山殡仪馆举行的袁木告别仪式上，也只有两个儿子敬送花圈，没有所谓女儿的花圈。